# Handhabung
Das Handhaben oder die Handhabung – genauer noch die Materialhandhabung – (englisch material handling) ist eine Teiloperation des Materialflusses und der Montage. Bei der Handhabung wird die räumliche Lage und Orientierung eines Körpers mit bestimmter geometrischer Gestalt verändert (drehen, wenden, …) oder beibehalten, jedoch ohne am Körper selbst etwas zu verändern wie bei der Bearbeitung. Nach VDI 3300 umfasst es Bewegungsvorgänge beim Einleiten oder Beenden von Vorgängen der Fertigung, des Transportierens, und des Lagerns. Nach VDI 2860 zählt zum Handhaben
- das Speichern (kurzzeitiges Lagern),
- die Veränderung von Mengen,
- das Bewegen der Werkstücke (Fördern),
- das Sichern und
- das Kontrollieren.

Zur Durchführung der Handhabung gibt es spezielle Handhabungstechnik. Dazu zählen beispielsweise Industrieroboter oder Einlegegeräte.